# XI Krajowe Zawody Balonów Wolnych o Puchar im. płk. Aleksandra Wańkowicza
XI Krajowe Zawody Balonów Wolnych o Puchar im. płk. Aleksandra Wańkowicza – zawody balonowe zorganizowane w dniu 28 maja 1939 roku w Mościcach przez Mościcki Klub Balonowy.

## Historia
Organizatorem XI Krajowych Zawodów Balonów Wolnych o Puchar im. płk. Aleksandra Wańkowicza był po raz kolejny klub cywilny, a mianowicie Mościcki Klub Balonowy. Aby jak najwięcej osób mogło zobaczyć zawody Ministerstwo Komunikacji wyraziło zgodę na przyznanie im 50% zniżki na dojazd. Można ją było uzyskać po odebraniu karty uczestnictwa i wstępu w krakowskim oddziale Ligi Popierania Turystyki.
Zawody poprzedził zjazd samochodowo-motocyklowy zorganizowany przez Klub Motorowy.
Do udziału w zawodach zgłoszono 13 balonów. Po 3 balony wystawiły 2 batalion Balonowy, Wojskowy Klub Balonowy Wzlot, Aeroklub Warszawski, Mościcki Klub Balonowy, po 1 Aeroklub Pomorski i Aeroklub Lwowski (Klub Balonowy Guma z Sanoka). Balon Mościce 3 dopuszczono warunkowo. Został on napełniony metanem, bo zabrakło wodoru. Wystartował na nim tylko inż. Szorc. Pani Rozmysłowska, która miała być drugim członkiem załogi zrezygnowała z lotu.

## Poczta balonowa
Minister Poczt i Telegrafów wyraziło zgodę na uruchomienie poczty balonowej. Komitet zawodów wydał nalepki na listy w kształcie znaczków oraz specjalna serię kopert i fotografii. Nalepki można było kupić w Urzędzie Pocztowym w Mościcach. Koszt wynosił 10 groszy.

## Wyniki
| Zajęte miejsce    | Nazwa balonu       | Załoga pilot pomocnik pilota                             | km    | Miejsce lądowania      |
| ----------------- | ------------------ | -------------------------------------------------------- | ----- | ---------------------- |
| 1.                | Lublin, 750 m³     | kpt. Władysław Pomaski por. Kajetan Kalisz               | 164,3 | Szandrowiec koło Turka |
| 2.                | Poznań, 750 m³     | Bronisław Kasprzak Józef Pelc                            | 135,1 | Ustianowa              |
| 3.                | Legionowo, 1200 m³ | Franciszek Wilkoszewski Feliks Paszkowski                | 132,7 | Dźwiniacz Dolny        |
| 4.                | Pomorze, 900m³     | kpt. Edward Wirszyłło mjr Witold Narkiewicz              | 116,6 | Dobromil koło Sanoka   |
| 5.                | Mazowsze, 900 m³   | kpt. Michał Ptasiński ppor. Czesław Wrzesień             | 116   | Komańcza               |
| 6.                | Sanok, 1600 m³     | Władysław Kojder Alfred Mikler                           | 115   | Szczawne kolo Sanoka   |
| 7.                | Syrena, 1200 m³    | Stefania Vertulanis Władysław Rymaszewski                | 112,5 | Szczawne koło Sanoka   |
| 8.                | Mościce I, 750 m³  | Helena Szorcowa por. Józef Urbaniak                      | 111,6 | Zagórz                 |
| 9.                | Wisła, 1200 m³     | Zygmunt Paciorkowski D. Mazurkiewicz                     | 103   | Płowce                 |
| 10.               | Łódź, 750 m³       | kpt. Stanisław Brenk por. Michał Filipowski              | 92,8  | Puławy koło Sanoka     |
| 11.               | Mestwin, 1200 m³   | por. W. Pietraszewski por. Tatarski                      | 70,7  | Chyrów                 |
| 12.               | Mościce 450 m³     | inż. Szorc                                               |       | Skrzyszów              |
| zdyskwalifikowany | Gryf 1200 m³       | kpt. Witold Paszkiewicz por. Stanisław Mieczysław Parfus |       | Czechosłowacja         |
| zdyskwalifikowany | Katowice, 1200 m³  | por. Stanisław Kotowski ppor. Kazimierz Siemaszkowicz    |       | Czechosłowacja         |